# Escola de Éfeso
A escola efésica às vezes se refere ao pensamento filosófico do antigo filósofo grego Heráclito de Éfeso, que considerava que o ser de todo o universo é fogo. Segundo ele, o ser é material e único, mas ao mesmo tempo ele reconhece que o mundo testemunha uma mudança constante. o movimento do arqui-elemento (fogo) é discordante e desarmônico, embora a harmonia seja o resultado final do processo. 
Embora nunca tenha havido uma "Escola Efésica" oficial, Diógenes Laércio (IX. 6) menciona que sua filosofia tinha seguidores que se chamavam "heraclitianos". Platão retrata Crátilo em seu diálogo com o mesmo nome de um discípulo de Heráclito.